# ヴァイオリンソナタ第40番 (モーツァルト)
ヴァイオリンソナタ第40番 変ロ長調 K. 454 は、ヴォルフガング・アマデウス・モーツァルトが作曲したヴァイオリンソナタである。現在でも多く演奏されている。K. 55からK. 61までの偽作（K. 61はヘルマン・フリードリヒ・ラウパッハの作品）を除けば第32番である。

## 概要
1784年に、イタリアのマントヴァ出身の女性ヴァイオリニスト、レジーナ・ストリナザッキという人物がウィーンを訪れた。ストリナザッキはウィーンで自身の演奏会を開くに当たって、モーツァルトに共演を依頼し、モーツァルトはこの依頼を承諾し、これを受けて、同年の4月21日にヴァイオリンソナタの作曲を開始し、4月29日に全曲が完成した。しかし、この時期のモーツァルトはかなり多忙だったため、この時ピアノのパートの作曲が間に合わず、初演当日の4月29日には、殆どメモ程度のものしか書かれていない五線紙を譜面台に置き、リハーサルを行わずにヴァイオリンソナタを演奏したと伝えられている。
初演は同年の4月29日に行われ、この時は皇帝ヨーゼフ2世が臨席していた。同年夏に第6番（K.284）、第13番（K.333）と共に作品 VIIとしてまとめて出版され、本曲は「クラヴィーアソナタ、ヴァイオリン伴奏付き」と表記された。
本作品はストリナザッキの演奏能力を十分に尊重した上で、従来の「ヴァイオリン伴奏付きのピアノソナタ」から進歩してヴァイオリンがピアノとほぼ互角に渡り合うように配慮している（ただしモーツァルトの自作品目録では、本曲を含む「ヴァイオリンソナタ」は上記の名称で記されており、本格的にヴァイオリンがメインとなるのはベートーヴェンなど19世紀以降である）。また作品の規模が、これまでに書かれたヴァイオリンソナタよりも大型化されていることだけに留まらず、構成面での見事さや、ヴァイオリンのパートの充実さが光る作品となっている。

## 構成
全3楽章の構成で、演奏時間は約21分。
- 第1楽章 ラルゴ (序奏) - アレグロ
変ロ長調、4分の4拍子、ソナタ形式。
ラルゴの序奏と、生き生きとしたアレグロの主部で構成される。
- 第2楽章 アンダンテ
変ホ長調、4分の3拍子、ソナタ形式。
自由なソナタ形式による緩徐楽章である。陰翳に富んだ情緒が美しく醸し出されている。
- 第3楽章 アレグレット
変ロ長調、2分の2拍子、ロンド形式。
大規模なロンド形式によるフィナーレ楽章である。